# 線維芽細胞

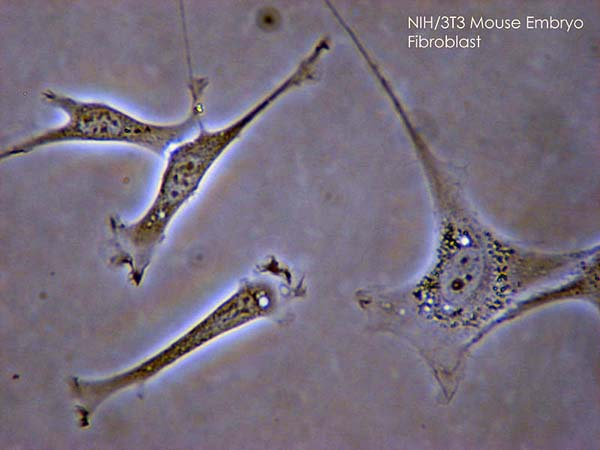

線維芽細胞（せんいがさいぼう、英: fibroblast）は、結合組織を構成する細胞の1つ。コラーゲン・エラスチン・ヒアルロン酸といった真皮の成分を作り出す。
細胞小器官が豊富であり、核小体が明瞭な楕円形の核を有し、細胞質は塩基好性を示す。
また、線維芽細胞は比較的分裂周期が早い為、特別に処理をしないで同じ容器の中で複数の細胞と共に長期間培養すると他の細胞より大量に増殖する。